# Etheostoma chlorobranchium
Etheostoma chlorobranchium е вид лъчеперка от семейство Percidae.

## Разпространение
Видът е разпространен в САЩ.